# 浮山堰
浮山堰是中国南北朝时期梁朝在淮河上修筑的拦河大坝，位於今安徽省五河、明光及江蘇省泗洪三縣交界的淮河浮山峽內。是淮河歷史上第一座用於軍事水攻的大型攔河壩，也是當時世界上最高的土石壩工程。

## 建造
公元514年，梁武帝征发徐、扬二州民和战士共20万人筑浮山堰，企图阻断淮水，淹没上游由北魏控制的军事重镇寿阳。
该工程极为浩大。据估计，主坝高30～40米，形成了约6700平方公里的水域。施工中死人无数。

## 崩坏
公元516年，淮水暴涨，浮山堰崩坏，沿淮水城镇村落的居民十余万人都被水漂入海。